# Chikara Tanabe
Pour les articles homonymes, voir Tanabe.
Chikara Tanabe (田南部力, Tanabe Chikara), né le 20 avril 1975 à Iwanai, est un lutteur libre japonais évoluant dans la catégorie des moins de 55 kg.
Il est médaillé d'argent aux Jeux asiatiques de 2002 à Pusan et médaillé de bronze aux Jeux olympiques d'été de 2004 à Athènes.